# علم اللسانيات الإكلينيكي
اللسانيات الإكلينيكية هي فرع من فروع اللسانيات التطبيقية يختص بوصف وتحليل وعلاج الإعاقات اللغوية، وخاصة تطبيق النظريات اللغوية في مجال علاج اضطرابات النطق واللغة. دراسة الجانب اللغوي من اضطرابات التواصل مهمة لفهم أوسع للغة والنظريات اللغوية.
تأسست الجمعية الدولية للصوتيات واللسانيات الإكلينيكية في عام 1991، وتُعد الهيئة غير الرسمية المسؤولة عن هذا المجال. وتُعتبر مجلة اللسانيات والفونيتكس الإكلينيكية، التي أسسها مارتن جاي بال، الرائدة في البحث العلمي في هذا المجال.
عادةً ما يعمل ممارسو اللسانيات الإكلينيكية في أقسام علاج النطق واللغة أو أقسام اللسانيات. يقومون بإجراء البحوث بهدف تحسين تقييم وعلاج وتحليل اضطرابات النطق واللغة، وتقديم رؤى جديدة للنظريات اللغوية الرسمية. ورغم أن معظم المجلات المتخصصة في اللسانيات الإكلينيكية تركز حتى الآن على اللسانيات الإنجليزية فقط، إلا أن هناك حركة متزايدة نحو دراسة مقارنة لللسانيات الإكلينيكية عبر لغات متعددة.
دراسة اضطرابات التواصل لها تاريخ يمكن تتبعه حتى العصور اليونانية القديمة. ومع ذلك، فإن اللسانيات الإكلينيكية الحديثة ترتكز بشكل كبير في القرن العشرين، حيث بدأ مصطلح "اللسانيات الإكلينيكية" يكتسب انتشارًا أوسع في سبعينيات القرن الماضي، وكان عنوان كتاب للعالم اللساني البارز ديفيد كريستال في عام 1981.
يُعتبر كريستال على نطاق واسع "أب اللسانيات الإكلينيكية"، حيث أصبح كتابه علم اللسانيات الإكلينيكي من أكثر الكتب تأثيرًا في المجال، حيث وضع تصورًا مفصلًا لهذا التخصص الجديد.التطبيق
كان تطبيق العلوم اللغوية على تحليل اضطرابات النطق واللغة دائمًا أمرًا ضروريًا لكنه لم يحظَ بالدراسة الكافية. كان رومان ياكوبسون، اللغوي البنيوي الروسي، من أوائل من حاولوا تطبيق النظرية اللغوية على دراسة علاج اضطرابات النطق واللغة. نُشر كتابه Kindersprache, Aphasie und allgemeine Lautgesetze  عام 1941، والذي سجل نتائج تحليله لاستخدام اللغة في اكتساب اللغة عند الأطفال ولدى البالغين المصابين بالأفازيا المكتسبة.
رغم أن كتاب ياكوبسون لم يكتسب تأثيرًا واسعًا في العالم الناطق بالإنجليزية إلا بعد صدور الترجمة Child Language, Aphasia and Phonological Universals في عام 1968، إلا أن أثره كان ملموسًا في الولايات المتحدة والمملكة المتحدة، من بين دول أخرى، حيث تم تبني تغييرات في منهجية دراسة الفونولوجيا والقواعد والمعنى وغيرها من مجالات اضطراب اللغة. ولا تزال ملاحظته بأن أنماط الأصوات المنحرفة تخضع لقواعد مماثلة لتلك الموجودة في أنظمة اللغة العادية مبدأً إرشاديًا في اللسانيات الإكلينيكية حتى اليوم.والأهم من ذلك، تم تبني نفس المنهج أيضًا من قِبل كريستال وزملائه في تطوير مجموعة من إجراءات "توصيف" اللغة.

## التخصصات
هذه هي التخصصات الرئيسية في اللسانيات الإكلينيكية:

### الفونتيكس الإكلينيكي
علم الصوتيات هو فرع من فروع اللسانيات يدرس أصوات الكلام البشري. الصوتيات الإكلينيكي يتضمن تطبيقات الصوتيات لوصف اختلافات واضطرابات الكلام، بما في ذلك معلومات عن أصوات الكلام والمهارات الإدراكية المستخدمة في السياقات الإكلينيكية.

### الفونولوجيا الإكلينيكية
هي أحد فروع اللسانيات التي تهتم بالتنظيم المنهجي للأصوات في اللغات المحكية والإشارات في لغات الإشارة. على عكس الفونتيكس الإكلينيكي، تركز الفونولوجيا الإكلينيكية على تطبيق الفونولوجيا في تفسير أصوات الكلام في لغة معينة وكيفية التعامل مع الفونيمات.

### الإيقاع الإكلينيكي
في اللسانيات، الإيقاع يهتم بعناصر الكلام التي ليست مقاطع فونتيكية فردية (مثل الحروف المتحركة والصوامت)، بل هي خصائص المقطع الصوتي والوحدات الأكبر في الكلام. الإيقاع أساسي في الوظائف التواصلية مثل التعبير عن المشاعر أو الحالات العاطفية.

### الصرف الإكلينيكي
الصرف هو دراسة الكلمات وكيفية تكوينها وعلاقتها بالكلمات الأخرى في نفس اللغة. يحلل تركيب الكلمات وأجزاءها مثل الجذور، والأصول، والبادئات، واللواحق.

### النحو الإكلينيكي
النحو هو مجموعة القواعد والمبادئ والعمليات التي تحكم تركيب الجمل في لغة معينة، وعادةً يشمل ترتيب الكلمات. كل لغة لها مجموعة مختلفة من القواعد النحوية، لكن كل اللغات تحتوي على شكل من أشكال النحو.

### الدلالة الإكلينيكية
علم الدلالة هي دراسة تفسير العلامات أو الرموز المستخدمة في وكالات أو مجتمعات معينة ضمن ظروف وسياقات محددة.البراغماتية الإكلينيكية
البراغماتية فرع من اللسانيات وعلم الدلالة التي تدرس كيفية مساهمة السياق في المعنى. تشير إلى وصف وتصنيف الاضطرابات البراغماتية، وتوضيحها من خلال نظريات براغماتية ولغوية وإدراكية وعصبية مختلفة، بالإضافة إلى تقييمها وعلاجها.

### الخطاب الإكلينيكي
في اللسانيات الحاسوبية، يشير الخطاب إلى دراسة اللغة المعبر عنها في مجموعات نصوص حقيقية، أو اللغة المُرمَّزة في مجال بحث معين، أو التصريحات التي تحدد العلاقات بين اللغة والتركيب والوكالة.

## التطبيقات
تُطبَّق المفاهيم والنظريات اللغوية في تقييم وتشخيص وإدارة اضطرابات اللغة. غالبًا ما تشمل هذه النظريات والمفاهيم علم النفس اللغوي (علم اللغة النفسي) وعلم اللغة الاجتماعي.
يعتمد اللسانيون الإكلينيكيون على فهم اللغة والتخصصات اللغوية، كما ذُكر أعلاه، لتفسير اضطرابات اللغة وإيجاد طرق لعلاجها.
أشار كريستال إلى أن تطبيقات اللغويات للأغراض الإكلينيكية ذات علاقة متبادلة قوية. في كتابه "اللسانيات الإكلينيكية"، يستعرض كريستال العديد من الاضطرابات المعروفة مع تحليل لغوي.
فيما يلي بعض الأمثلة من كتابه:
1. اضطرابات الصوت: تشمل الإعدادات تحت الحنجرة وفوق الحنجرة التي تتورط في اضطراب النطق (ديسفونيا)؛ التمييز بين المقاطع الأحادية والمتعددة الأصوات لتفسير الأبعاد المتعلقة بالحجم والنغمة في الصوت؛ استخدام التمييز بين المتزامن والمتعاقب لفهم جودة الصوت بشكل أفضل؛ التفاعل بين المتغيرات الفونيتكية والفونولوجية غير التقسيمية.

1. متلازمة شفة الأرنب: يجب تفسير المتغيرات الفونولوجية والعبارات من حيث الإدراك والإنتاج؛ توزيع الأصوات في العبارة.
2. الطلاقة: المستوى الفونيتكي التقسيمي (مع الأخذ في الاعتبار الإطالة، والشذوذات في توتر العضلات) يمكن أن يؤثر على إنتاج الكلام فونولوجيًا؛ سلاسة الانتقال على المستوى الإيقاعي (السرعة، التوقفات، إلخ)؛ عوامل دلالية تشمل تجنب بعض المصطلحات المعجمية، بالإضافة إلى البنية النحوية بين الكبار والأطفال.
3. الأفازيا: فهم وإنتاج الكلام يتطلب تنظيمًا لغويًا غير تقسيمي؛ مفاهيم الجزء، الخاصية، والعملية تساعد في تحليل المشاكل الفونولوجية.
4. الديسبراكسيا: يتطلب تحليلات متعددة من حيث الأجزاء والخصائص والعمليات لتحقيق الفونولوجيا؛ الحالات الأشد تتطلب تحليل اضطرابات في الفونولوجيا غير التقسيمية.
5. الصمم: تحليل منهجي للتنظيمات الفونولوجية التقسيمية وغير التقسيمية والقدرات الفونيتكية؛ الدراسات الدلالية، البنية النحوية، بالإضافة إلى التفاعلات الاجتماعية اللغوية تُعتبر أبعادًا أساسية لا يمكن تجاهلها في إنتاج وفهم الكلام لدى الصم.

بعض الطرق اللسانية العامة التي تُستخدم بشكل شائع في علاج المرضى، كما ذكر كامينغز (2017)، تشمل:
- استخدام الاختبارات الموحدة والمعتمدة على المعايير المرجعية.
- تحليل المحادثة.
- تحليل الخطاب.

تشكل اللسانيات أساسًا للعديد من اختبارات التشخيص في مجال النطق واللغة. وبشكل أكثر تحديدًا، تتضمن بعض تقييمات النطق واللغة اختبار النطق، الذي يقيس القدرة على النطق الفونيتكي بناءً على تلفظ أصوات معينة (فونييمات) مثل اختبار النطق باللغة المالايالامية واختبار النطق باللغة الكانادية وغيرها. يتم تحديد العمر اللغوي للطفل من خلال النظر في الجوانب اللغوية مثل علامات الحالات النحوية، والمرادفات، وغيرها.
يقوم اختبار مهارات القراءة المبكرة بفحص العلاقة بين الفونيمات والرموز الكتابية لتشخيص صعوبات التعلم، في حين يقيّم اختبار ظهور الصرف التعبيري فهم الفرد للمورفيمات.
هناك أدوات اختبار أخرى في علم علاج النطق واللغة مثل مقياس المفاهيم الأساسية لبركن والتقييم الإكلينيكي لأساسيات اللغة التي تقيم مجموعة واسعة من مهارات اللغة، بما في ذلك اكتساب الأطفال للمفاهيم الأساسية مثل الألوان، والحروف، والأرقام، وتكوين الكلمات والجمل، إلى جانب مهارات لغوية ومعرفية أخرى.
أما اختبار مفردات بيبودي التصويري فيُستخدم لتقييم المفردات الاستقبالية لدى الأطفال وحتى البالغين.

## مستقبل اللسانيات الإكلينيكية
كانت أعمال علماء اللسانيات السابقين مثل كريستال قابلة للتطبيق على مجموعة واسعة من اضطرابات التواصل على جميع المستويات اللغوية. ومع ذلك، وبفضل التدفق المستمر للأفكار الجديدة من تخصصات مثل علم الوراثة، وعلم الأعصاب الإدراكي، والبيولوجيا العصبية (من بين تخصصات أخرى)، لم يعد التركيز فقط على الخصائص اللغوية لاضطراب الكلام كافياً.
في السياق الحالي، من التحديات التي تواجه اللسانيات الإكلينيكية إيجاد طرق لربط المعرفة بين مختلف التخصصات لبناء فهم أكثر شمولية. كما أن تحويل الأبحاث العامة التي أُجريت إلى أدوات فعالة يمكن استخدامها في الممارسة الإكلينيكية يعد جانبًا آخر يحتاج إلى المزيد من العمل في المستقبل.

## فهرس
- Crystal, D. (1981). Clinical linguistics. In Arnold, G.E., Winckel, F. & Wyke, B. D. (Eds.), Disorders of Human Communications 3. New York, NY: Springer-Verlag Wien.
- Crystal, D. (2013). Clinical linguistics: Conversational reflections. Clinical Linguistics & Disorders 27:4, 236–243.
- Crystal, D. (1984). Linguistic encounters with language handicap. Oxford, UK: B.Blackwell
- Crystal, D. (1982). Profiling linguistic disability. London: Arnold.
- Crystal, D., Fletcher, P., & Garman, M. (1976). Grammatical analysis of language disability. London: Arnold.
- Cummings, L. (2017). Clinical linguistics. Oxford University Press. Retrieved from http://oxfordre.com/linguistics/view/10.1093/acrefore/9780199384655.001.0001/acrefore-9780199384655-e-337
- Grunwell, P. (1982). Clinical phonology. London: Croom Helm.
- Ingram, D. (1976). Phonological disability in children (1st ed.). New York, NY: Elsevier.
- Jakobson, R. (1941). Kindersprache, aphasie und allgemeine lautgesetze. Uppsala, Sweden: Almqvist and Wiksell.
- Jakobson, R. (1968). Child language, aphasia and phonological universals. The Hague: Mouton.
- Müller, N. (2000). (Eds). Pragmatics in Speech and Language Pathology: Studies in clinical applications. Amsterdam: John Benjamins Publishing. Retrieved from https://books.google.com/books?id=TXE9AAAAQBAJ&dq=clinical+linguistics&pg=PP1
- Neurath, O., Carnap. R. & Morris, C. F. W. (Editors) (1955). International Encyclopedia of Unified Science. Chicago, IL: University of Chicago Press.
- Perkins, M. R. (2011). Clinical linguistics: Its past, present and future. Clinical Linguistics & Phonetics, 25(11-12):922-7. Retrieved from: https://www.researchgate.net/publication/51519279_Clinical_linguistics_Its_past_present_and_future/stats
- Perkins, M. R. (2007). Pragmatic Impairment. Cambridge: Cambridge University Press.
- Ravi, S. K. (n.d.). The scope of clinical linguistics and applications of clinical linguistics. Academia. Retrieved from  https://www.academia.edu/1759317/The_Scope_of_Clinical_Linguistics_and_Applications_of_Clinical_Linguistics
- SLP Resource Guide: Standardized Assessment Resource List. (n.d). Retrieved from https://www.iidc.indiana.edu/pages/speech-pathology-assessments

## الروابط الخارجية
- The European Master's in Clinical Linguistics نسخة محفوظة 2016-05-29 على موقع واي باك مشين.